# Adrian Sarajlija
Adrijan Sarajlija (n. 1976, Zvornik, Iugoslavia) este un scriitor, medic și cercetător medical sârb. Este cunoscut în regiunea fostei Iugoslavii pentru povestirile sale scurte de ficțiune speculativă și pentru romanul său științifico-fantastic O oglindă pentru vampir / Ogledalo za vampira. 
A absolvit Liceul nr. 1 din Belgrad și a absolvit Facultatea de Medicină din Belgrad.
Sarajlija face parte din mișcarea internațională de artă de neoavangardă numită Signalism⁠(d). Este membru al Asociației Scriitorilor din Serbia. Este căsătorit, locuiește și lucrează în Belgrad.

## Lucrări
Povestirile lui Adrijan Sarajlija au fost publicate într-o serie de antologii naționale și balcanice, cum ar fi: Best of Umbrella 1 (Best of Kišobran, 2008), Zgomot alb (Beli šum, 2008), City Stories 3 - Fantasy (Gradske priče 3 - Fantastika, 2008), True Lies (Istinite laži, 2009), City Stories 4 - Watermill (Gradske priče 4 - Vodenica, 2009), Best of Umbrella 2 (Best of Kišobran 2, 2010), Paracosmos (Parasvemir, 2010), Phan (tom) (Fan(tom), 2010). De asemenea, a fost prezentat în prozinul Emitor și pe site-urile regionale Art-Anima și Umbrella.
Este autorul colecției de povestiri Fabrica G (Manufaktura G, 2010), al romanului O oglindă pentru vampir (Ogledalo za vampira, 2012) și al colecției Voci goale (Goli glasovi, 2017). Fabrica G conține nouă povești heterogene de gen, de la science fiction la horror până la realism magic. Potrivit criticilor, printre povestiri cea mai ambițioasă și cea mai lungă este Tot ce crește / Sve što raste, o imagine izbitoare și înfiorătoare a unui monstru care distruge lumea.
Romanul O oglindă pentru vampir urmărește soarta lui Eduardo, un profesor de istorie frustrat de la un liceu privat din Brazilia. Vrăjit de mitologia vampirilor, Eduardo decide să folosească progresele medicinei moderne pentru a se apropia cât mai mult de tiparele sale întunecate și pentru a se răzbuna pe cei care i-au făcut rău.

## Recepție critică
Criticul și editorul din Belgrad, Miloš Cvetković, a descris prima carte astfel: „ Fabrica G este colecția de debut a lui Adrijan Sarajlija; ea constă din nouă povestiri alese, evident, atent, care acoperă un gen divers, de la science fiction, horror, steampunk până la western... Toate povestirile din colecție sunt realizate cu atenție și, în timp ce Sarailija încă își caută, evident, propria voce și experimentează mult forma și conținutul, ceea ce este constant pentru toate povestirile este dedicarea lui pentru detalii, povestirea sigură și marea bogăție de idei."
Criticul croat istrian Davor Šišović a recomandat colecția în Vocea Istriei: „Stil egal cu clasicii realismului magic, dar și cu stilul de povestire al lui Andrić - Selimović⁠(d), dialoguri foarte naturale, atmosferă extrem de artistică, personaje stratificate, dar și nemilosire față de destinele lor, acestea sunt doar câteva dintre caracteristicile prozei lui Sarajlija”.
Eminentul scriitor și critic sârb Ilija Bakić a scris despre romanul O oglindă pentru vampir: „Romanul lui Adrian Sarajlija este o narațiune neîngrădită, perspicace și plină de duh, care confirmă locul notabil al autorului printre scriitorii de ficțiune sârbi mai tineri..."
Într-un supliment cultural al eminentului ziar Politika⁠(d), din 16 iunie 2012, o recenzie amplă a romanului lui Sarajlija a fost semnată de politologul Prof. Alexander L. Jugović, unul dintre cei mai mari teoreticieni sârbi ai devianței sociale. El scrie: „Folosind groaza, autorul ne spune că sexul, puterea și faima mass-media sunt valorile cheie ale unei societăți de spectacol... Sarajlija folosește metamorfoza profesorului Eduard într-un vampir ("vampirinho") pentru a ne arăta temerile unui om care trăiește în societatea modernă: din cauza apartenenței, a statutului social, a orientării sexuale, a sănătății... Eroul său este paradigma unui om confuz, marginalizat și nefericit într-o perioadă de consumerism media.”
La 29 iunie 2012, într-o recenzie pentru site-ul Popboks, criticul din Belgrad Đorđe Bajić a scris: „Unii cititori pot fi respinși de niște descrieri excesiv de explicite, dar trebuie avut în vedere că acestea sunt mijloacele prin care Sarajlija își atinge scopul - realismul grotesc...”
Scriitorul istrian Saša Šebelić spune: „În ciuda a ceea ce sugerează titlul, nu este un gen de groază, ci pură ficțiune speculativă, în care autorul rezumă și descrie, fără a condamna, nu dezgustător, viciile vremurilor moderne, hibride, decadența și amoralitatea care s-a instalat în această lume și este peste tot în jurul nostru, fără a ocoli nici măcar profesiile despre care se așteaptă să aibă cel puțin un minim de etică.” 
Poetul și prozatorul Slobodan Škerović⁠(d) a scris despre romanul lui Sarajlija: „Peisajul extraordinar de bogat, exotic și receptiv este impregnat de umorul nestăpânit, ca de carnaval, al grotescului... În acest roman de debut, elocvența, perspicacitatea și măiestria lui Adrijan Sarajlija au ieșit în prim-plan. Partea amuzantă a lumii vampirilor se ciocnește violent de realitatea întunecată și crudă a pasiunilor carnale ale Braziliei și de modul de viață bizar al acestora, ducând la izbucnirea formelor umane în ființe dintr-o junglă de alt fel, mai distructivă și mai imprevizibilă decât adevărata Pădure Amazoniană..."
Romanul O oglindă pentru vampir a fost selecționat pentru Premiul NIN, principalul premiu literar din fosta Iugoslavie.